# 수자누

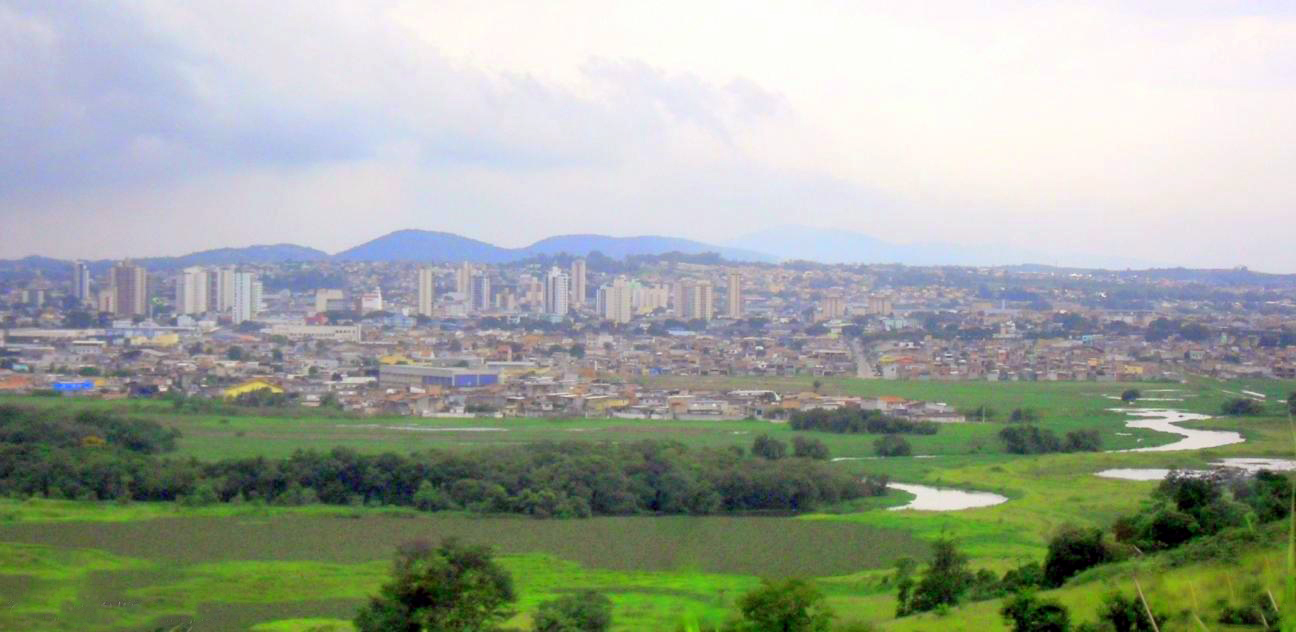
수자누

수자누의 위치

수자누(포르투갈어: Suzano)는 브라질 상파울루주의 도시로 면적은 206km2, 높이는 749.43m, 인구는 268,777명(2007년 기준), 인구 밀도는 1,304.74명/km2이다. 도시가 설립된 시기는 1949년 4월 2일이다.

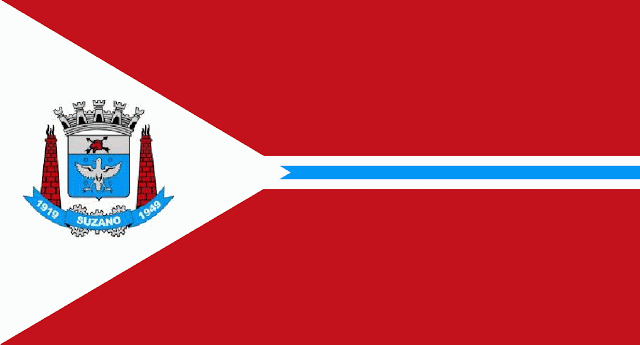
시기
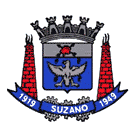
시 문장